# Момчиловци
Момчиловци (болг. Момчиловци) — село в Болгарии. Находится в Смолянской области, входит в общину Смолян. Население составляет 1269 человек.
В 1934 село было названо в честь воеводы Момчила — Момчиловци, прежде оно называлось Горно-Дерекёй.

## Политическая ситуация
В местном кметстве Момчиловци должность кмета (старосты) исполняет Сийка Карталова-Суркова («Новое время» (НВ)) по результатам выборов правления кметства в 2023-м, в 2019-м и в 2015 гг..

## Момчиловци в культуре
- Село Момчиловци и его окрестности в Родопских горах стали прообразом села Момчилово и урочища Змеица, где происходит действие первой повести Андрея Гуляшки «Случай в Момчилове» из цикла повестей «Приключения Аввакума Захова». В Момчилове и окрестностях главный герой цикла, контрразведчик Аввакум Захов, направленный туда под легендой археолога, который ищет остатки городища легендарного воеводы Момчила, ловит агентов зарубежных спецслужб, препятствующих поискам и обнаружению там месторождения стратегически важной руды[1].

- В селе Момчиловци писатель Антон Дончев в 1963 году писал роман «Час выбора». Прабабушка нынешнего кмета села Сийки Карталовой-Сурковой, Елена Каневская, вдохновила писателя на образ одной из героинь романа, юной красавицы Елицы[1].